# Bernard Soustrot
Bernard Soustrot est un trompettiste classique, né dans le 4e arrondissement de Lyon le 3 septembre 1954. Il est le frère cadet du chef d'orchestre Marc Soustrot.

## Biographie
C'est à l'âge de neuf ans que Bernard Soustrot entre au conservatoire de Lyon, en classe de trompette et de cornet ; il y obtient quatre ans plus tard une médaille d'or de trompette, de cornet et de solfège. En 1970, il devient l'élève de Maurice André au Conservatoire national supérieur de musique de Paris. Il reçoit différents prix, dont en 1975 le premier prix de trompette et est lauréat de plusieurs concours réputés, dont Prague en 1974 ou Genève en 1975. En 1976, il remporte le premier prix du concours de trompette Maurice-André.
Il commence sa carrière en 1975 comme trompette solo à l'Orchestre  de la SDR à Stuttgart, puis en 1976 à l'orchestre philharmonique de Radio-France sous la direction de Gilbert Amy.
1981 marque le début de sa carrière de soliste international, souvent associé à l'orgue, il travaille régulièrement avec Jean Dekyndt, depuis 2013 Directeur du CRR de Toulouse, et François Henry Houbart. Il est aussi été l'invité de grands chefs d'orchestre comme Seiji Ozawa, Karl Richter, Karl Munchinger et bien d'autres.
On lui doit de nombreuses créations musicales.
Heureux dans son art, il tente de le faire partager par des cours de maître, créateur de concours comme Prestige de la trompette de Guebwiller, ou du Concours international de quintettes de cuivres de Narbonne, il est professeur aux CNR de Boulogne-Billancourt et Perpignan de 1998 à 2016.
Depuis 2015, il est directeur artistique de l'Orchestre de Chambre Occitania.
Il a été fait chevalier des Arts et  Lettres en 2011.